# Jeanne Holland
Pour les articles homonymes, voir Holland.
Titre
Duchesse de Bretagne
mai 1366 – octobre 1384
(18 ans et 5 mois)
Jeanne Holland (Joan Holland dans l'histoire de l'Angleterre), duchesse de Bretagne, née en 1350 et morte en octobre 1384, est la fille de Thomas Holland et de Jeanne de Kent, comtesse de Kent. Par sa mère, elle est l'arrière-petite-fille du roi Édouard Ier d'Angleterre et de Marguerite de France. Son père devient en 1354 le lieutenant du roi Édouard III en Bretagne pendant la minorité de Jean IV, duc de Bretagne. On disait de Jeanne Holland qu'elle était « la plus belle femme d'Angleterre ».
Peu après son mariage avec Jean IV, son adultère avec Olivier de Clisson, ami d'enfance et allié de toujours du duc de Bretagne, aurait été la cause principale de la brouille « mortelle » entre les deux hommes, et du départ de Clisson pour se mettre au service du roi de France Charles V le Sage, aux côtés de Bertrand du Guesclin. Selon certaines sources, c'est dans les bagages de Jeanne Holland, alors duchesse de Bretagne, que les Français qui l'avaient arrêtée trouvent une copie du traité secret de juillet 1372 entre Jean IV et le roi d'Angleterre Édouard III, traité dont la découverte aurait contribué à alimenter grandement la méfiance du roi Charles V.

## Biographie

### Mariage avecJeanIV

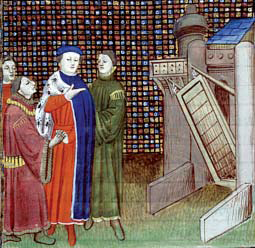
Le duc de Bretagne Jean IV et ses conseillers.
Chroniques de Jean Froissart.

En mai 1366, Jean IV, veuf de Marie d'Angleterre, épouse Jeanne en secondes noces, mais cette union demeure sans postérité. Jeanne Holland est la belle-fille d'Édouard de Woodstock, surnommé postérieurement le « Prince Noir », prince de Galles et duc d'Aquitaine, avec qui sa mère s'est remariée, et la demi-sœur du futur Richard II d'Angleterre. Morte à Nantes, son corps est transporté à l'abbaye de Prières pour y être inhumé. Ce deuxième mariage anglais de Jean IV, duc de Bretagne, bien que non suivi d'une descendance, inquiète tant les oncles et tuteurs du roi de France Charles VI qu'à la mort de Jeanne Holland, en 1384, ils n'ont de cesse qu'il épouse en troisièmes noces Jeanne de Navarre, fille de Charles le Mauvais et de leur sœur Jeanne de France. En effet, élevé à la cour d'Angleterre, ennemi de toujours de la France, Jean IV est le vassal rebelle dont il est essentiel de contrôler les alliances.

### Origine de l'inimitié entreJeanIVet Olivier de Clisson

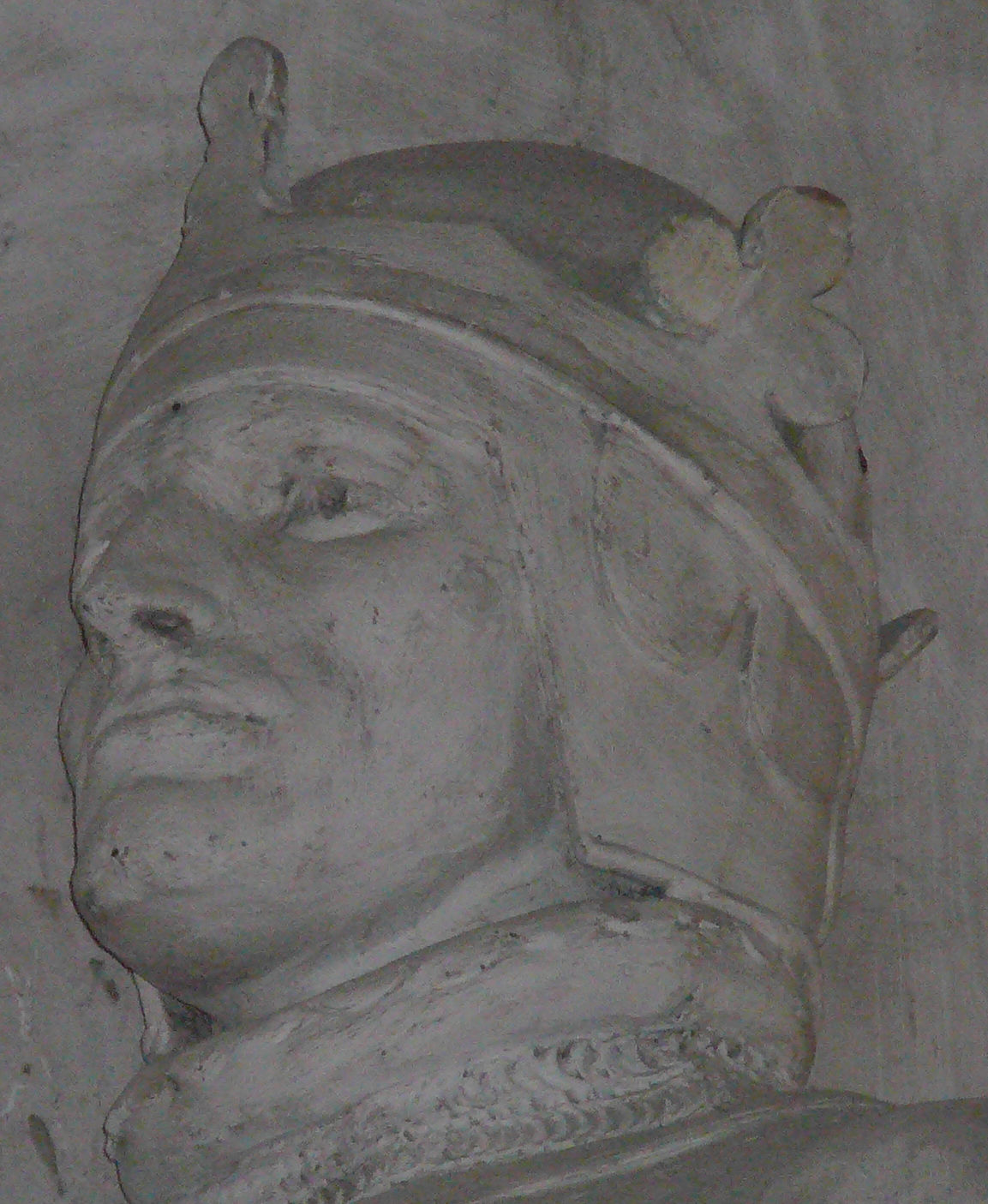
Détail de la statue équestre d'Olivier de Clisson, par Frémiet (Château de Josselin).

Par ailleurs, Jeanne Holland joue certainement un rôle important dans la dégradation des relations entre Jean IV et l'ambitieux Olivier de Clisson, qui l'avait pourtant aidé de façon décisive à reconquérir le trône de Bretagne, en particulier lors de la bataille d'Auray, en 1364, où son rival, Charles de Blois, avait été tué. Ils avaient alors affronté Bertrand du Guesclin, qui commandait un corps de troupes françaises, et qu'ils avaient fait prisonnier. On chuchote en effet à la cour de Bretagne que la duchesse Jeanne a eu des faiblesses pour Clisson,. Or, ces rumeurs sont parvenues jusqu'aux oreilles de Jean IV, qui voit désormais en Olivier de Clisson non plus son ami et allié de toujours, mais l'amant de sa femme.
Car s'il est vrai que, selon certaines sources, Clisson se serait brouillé avec le duc parce que celui-ci lui avait refusé la seigneurie de Craon,, qu'il avait déjà donné à Sir John Chandos, selon d'autres, en revanche, la véritable raison de cette inimitié « mortelle » tenait aux propos du roi de Navarre Charles le Mauvais alors qu'il était à Nantes, qui avait en cette occasion dit à Jean IV qu'« il aimerait mieux mourir que de souffrir telle vilenie, comme le sire de Clisson lui faisait ; car [...] il lui avait vu baiser [Jeanne Holland] par derrière une courtine ». Quelles qu'en soient les diverses causes, la brouille entre les deux hommes est totale dès 1367, et elle sera lourde de conséquences, puisque Olivier de Clisson s'alliera à du Guesclin en octobre 1370, au service du roi de France Charles V le Sage. Il contribuera d'ailleurs aux côtés de du Guesclin à délivrer la France du fléau des « Grandes Compagnies ».

### Découverte du traité secret entreJeanIVetÉdouardIII

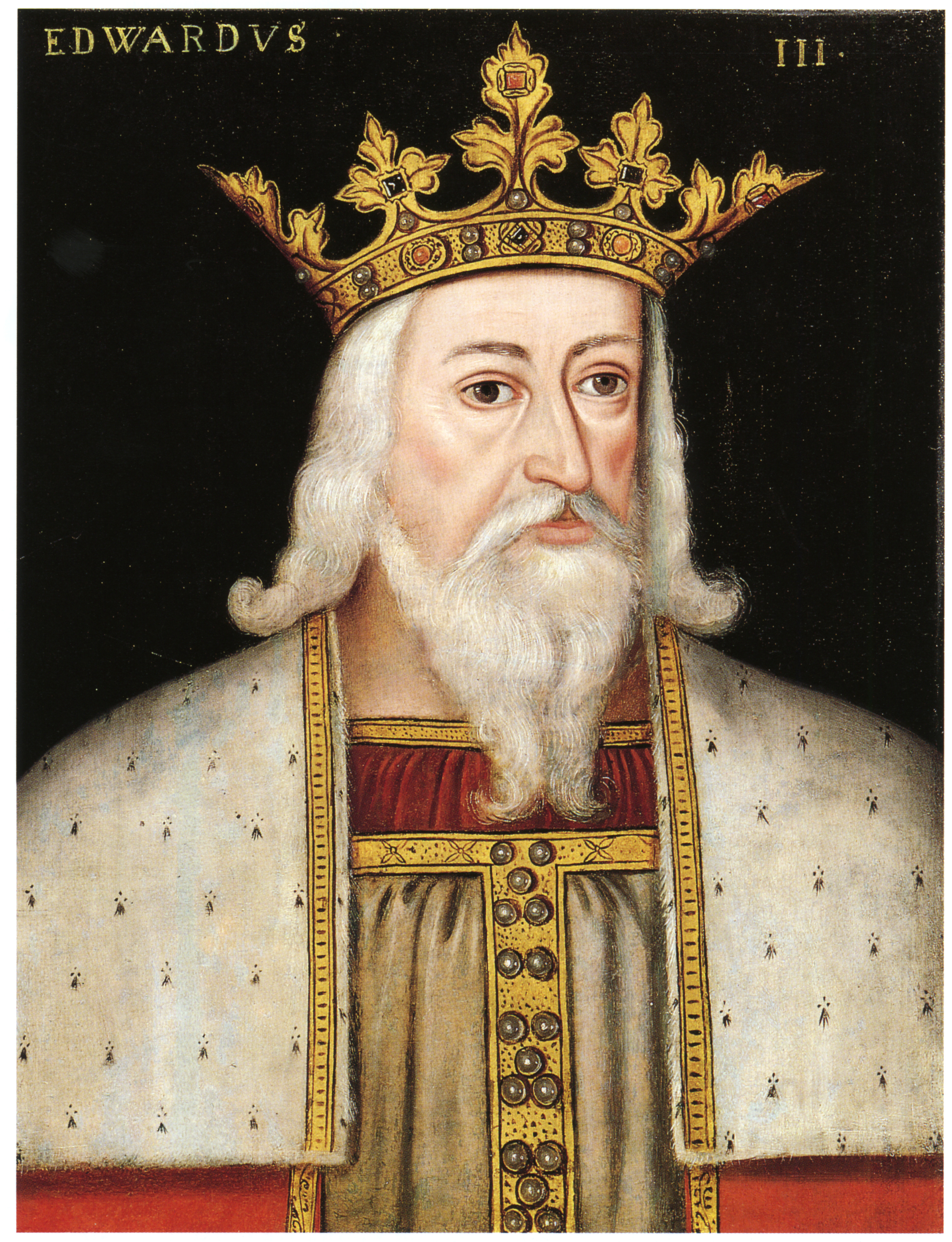
Le roi Édouard III, par un artiste inconnu (fin du XVIe siècle).

L'alliance avec le duché de Bretagne conserve une grande importance aux yeux de l'Angleterre, qui mène avec Jean IV de longues négociations au cours de l'année 1372, pour aboutir à un traité secret, signé en juillet 1372. Acquérir un allié tel qu'Édouard III constitue pour Jean IV un beau succès diplomatique. Mais le traité contient en contrepartie des clauses dont la révélation pourrait lui être dommageable, en particulier celle par laquelle il devait se reconnaître comme homme lige d'Édouard III, « roi de France », lorsque celui-ci aurait conquis la couronne.
Dès le mois d'octobre de la même année, une petite force anglaise commandée par Lord Neville débarque près de Brest. Mais — selon les Chroniques du bon duc Loys de Bourbon, — les troupes françaises commandées par du Guesclin s'emparent alors de la duchesse de Bretagne et de sa suite, dans les bagages de laquelle ils trouvent une copie du traité avec le roi d'Angleterre. Sans doute Charles V dispose-t-il également d'autres sources d'informations moins aléatoires, mais dès lors, sa méfiance à l'égard de Jean IV grandit (comme l'atteste sa correspondance à celui-ci), et il fait savoir aux barons de Bretagne le contenu de cette correspondance, minant ainsi le soutien que le duc pensait pouvoir attendre d'eux. Finalement, en avril 1373, le duc Jean IV devra de nouveau s'exiler en Angleterre.

## Sépulture
À la mort de la duchesse, en octobre 1384, son corps est déposé dans l'église de l'Abbaye de Prières dans la commune de Billiers, département du Morbihan. En 1715, la construction d'une nouvelle église débute, le tombeau qui recueille les sépultures d'Isabelle de Castille, et de Jeanne Holland, est détruit. En 1726, les ossements d'Isabelle de Castille et ceux de Jean Ier, inhumé en 1286 dans l'abbaye qu'il fonda, sont placés dans un cercueil de pierre et déposés dans la nouvelle église. Cependant il n'est plus fait mention des restes de Jeanne Holland. Après la Révolution de 1789 et le départ des derniers moines, l'abbaye tombe en ruines. En 1841, les restes du sarcophage contenant les ossements de la duchesse Isabelle de Castille et du duc sont retrouvés dans les décombres de l'abbatiale. En 1842, le nouvel acquéreur de la propriété transfert les ossements dans une chapelle reconstruite à partir d'une petite partie de l'abbatiale.